# الکس الاکلین
اَلکس اُلاکلین (انگلیسی: Alex O'Loughlin; ‎/oʊˈlɒklɪn/‎؛ زادهٔ ۲۴ اوت ۱۹۷۶) بازیگر اهل استرالیا است.
از فیلم‌ها یا برنامه‌های تلویزیونی که وی در آن نقش داشته‌است، می‌توان به بوران، تعطیلات، آگوست راش، هاوایی فایو-زیرو، نامرئی و نقشه جایگزین اشاره کرد.
او در سال ۲۰۰۵ میلادی، نامزدِ دریافت جایزه اکتا در شاخهٔ «بهترین بازیگر تلویزیونی» بود.